# Sant Joan Evangelista de Puig Otrer
Sant Joan Evangelista de Puig Otrer és la Capella particular de l'explotació agrícola i residència de l'extrem de llevant del terme comunal de Perpinyà, a la comarca del Rosselló, de la Catalunya del Nord.
És a llevant de Castell Rosselló, a l'extrem est del terme de Perpinyà, en el puig, explotació agrícola i residència en forma de castell denominat Puig Otrer.